# Oscuros sueños de agosto
Película española de 1967, dirigida por Miguel Picazo, con Viveca Lindfords, Sonia Bruno y Francisco Rabal en los papeles principales.

## Argumento
Isabel vuelve a España desde Venezuela e ingresa en un sanatorio para superar una neurosis. Ana, su hija, la acompaña durante su estancia. Allí conoce a Mario, con el que inicia una relación.
- Datos: Q63040931